# Arnulf av Metz
Arnulf av Metz (franska: Saint Arnould), född 13 augusti 582, död 16 augusti 640, var en fransk adelsman, biskop i Metz, som hade utomordentligt stort politiskt inflytande i de merovingiska kungadömena.  Han blev helgonförklarad och är omnämnd som grundare av den karolingiska ätten.
Arnulf tjänstgjorde vid det austrasiska hovet under Theodebert II åren 595–612. Under 613 ledde han dock tillsammans med Pippin av Landen det uppror mot Brynhilda av Austrasien som ledde till hennes fall och att frankerriket enades under Chlothar II:s krona. Ungefär samtidigt blev Arnulf biskop i Metz.
Från 623 tjänstgjorde Arnulf tillsammans med Pippin, nu maior domus i Austrasien, som Dagobert I:s rådgivare. Därefter blev Arnulf eremit i Vogeserna tillsammans med sin vän Romarik.
Innan han avgav det heliga löftet fick han tre barn med sin hustru Doda: Ansegisel, Chlodulf och Martin. Ansegisel gifte sig med Pippins dotter Begga och deras son Pippin av Herstal blev Karl den stores farfars far.
Arnulf kanoniserades sedermera och är idag brygdens skyddshelgon. Han firas antingen 18 juli eller 16 augusti. Hans helgonattribut är en kratta. Han förväxlas ofta med Arnold av Soissons som också är brygdens skyddshelgon.